# بیه‌پس
بیه‌پس نام سرزمینهای بخش غربی گیلان در غرب سفیدرود از سفیدرود تا دولاب است. بیه پس در کنار بیه‌پیش و تالش، سرزمین گیلان را تشکیل می‌دهند. بیه‌پس مناطقی مانند رشت و فومن و صومعه سرا و خشکبیجار و خمام را شامل می‌شد. دودمان اسحاقی فومن، عمدتاً بر این منطقه فرمان می‌راند. آنان به مذهب تسنن تعصب داشتند و به مدت ۲۰۰ سال با خاندان شیعه آل کیا در بیه پیش رقابت داشتند و دامان هاي بسیاری بین آنان پیش آمد. مردم بیه پس به زبان گیلکی و گویش بیه‌پس صحبت می‌کنند.

## گیلان
نخستین بار ابوالقاسم عبدالله بن محمد القاشانی در تاریخ الجایتو از حدود بیه پس سخن گفته‌است. وی حد گیلان را از هوسم تا دولاب معرفی می‌کند و چنین می‌نویسد:

ابتدای گیلان فرضه رود هوسم است از ناحیت فلام رودبار، از حدود لاهجان که فلک الدین ساسان بن صعولک بن فیلواکوش درسنه حیت حاکم آنجا بود از قبل برادر خود امیر جمال الدین صعولک بن محمد بن رودکی بود و مسافت بعد طول خطه گیلان از هوسم تا دولاب است مقدار سی فرسنگ زمین تقریباً و تخمیناً.

وی در توصیف سپیدرود چنین می‌نویسد:

و سپیدرود با زنگان رود آمیخته، از کوه‌های گیلان منحدر، به میان گیلان می‌گذرد. بر سمت شمال متوجه دریا، ما بین مشرق و مغرب، شرقی از خطهٔ لیاهجان است، بر حدود آن.

وی درمورد حدود بیه پس و بیه پیش چنین می‌نویسد:

و امتداد مسافت کوه او کنار سفیدرود، بر سمت مغرب و جنوب است، مایل تا به گیلان فومن ممتد، از آنجا شعبه‌ای از کوه منعطف می‌شود، برسمت مغرب و شمال، موازی انعطاف دریا و بر آخر گیلان موغان و گشتاسپی می‌گردد. و شروان و موغان در فضائی است ما بین کوه و دریاست. و از نواحی بلاد گیلان: تولیم و فومن و دولاب و سر و شفت و رشت را پس گیلان خوانند و شهرهای لیاهجان و کوتم و کوچسبان و همام را پیش گیلان خوانند.

وی در مورد تالشان چنین می‌نویسد:

و میانه فرضه رودسر که آخر موغان و گیلان است، ناحیتی است که آن را اسالیم خوانند. مقدار بعد مسافت آن نیم روزه راه که اقوام آن جمله تالشان باشند و این لفظ از طیلسان گرفته شده‌است.

### حدود بیه پیش
به گفته ابوالقاسم عبدالله بن محمد القاشانی مؤلف تاریخ الجایتو شهرهای لیاهجان و کوتم و کوچسبان و همام جز شهرهای بیه پیش است.

### حدود بیه پس
به گفته ابوالقاسم عبدالله بن محمد القاشانی مؤلف تاریخ الجایتو شهرهای تولیم و فومن و گسکر و دولاب و سر و شفت و رشت و خشکبیجار جز شهرهای بیه پس است.